# Lac Magnan (réservoir Gouin)
Pour les articles homonymes, voir Magnan et Lac Magnan.
Le lac Magnan est un plan d'eau douce situé dans la partie Est du réservoir Gouin, dans le territoire de la ville de La Tuque, dans la région administrative de la Mauricie, dans la province de Québec, au Canada.
Ce lac du milieu de la partie Est du réservoir Gouin chevauche les cantons de Magnan, de Marmette et de Brochu.
Les activités récréotouristiques constituent la principale activité économique du secteur à cause de sa position stratégique pour la navigation, étant située entre le lac McSweeney, la baie Verreau, le lac Brochu (réservoir Gouin) et les affluents de la rive Est du réservoir Gouin.
Le bassin versant du lac Magnan est desservi indirectement du côté Est par la route 451 desservant le côté Est du réservoir Gouin ; cette route se relie au Nord à la route 212 laquelle dessert la rive Nord du réservoir Gouin à partir du village d’Obedjiwan à la rive Est du réservoir Gouin via la vallée du ruisseau Verreau. Plusieurs routes forestières secondaires ont été aménagées sur la rive Est du réservoir Gouin pour la coupe forestière et les activités récréatives.
La surface du lac Magnan est habituellement gelée de la mi-novembre à la fin avril, toutefois la circulation sécuritaire sur la glace se fait généralement du début décembre à la fin de mars. La gestion des eaux au barrage Gouin peut entrainer des variations significatives du niveau de l’eau particulièrement en fin de l’hiver où l’eau est abaissée en prévision de la fonte printanière.

## Géographie
Avant la fin de la construction du barrage La Loutre en 1916, créant ainsi le réservoir Gouin, le lac Magnan avait une dimension plus restreinte. Après le deuxième rehaussement des eaux du réservoir Gouin en 1948 dû à l’aménagement du barrage Gouin, le lac Magnan épousa sa forme actuelle.
Les principaux bassins versants voisins du lac Magnan sont :
- côté nord : baie Verreau, rivière Kakospictikweak, rivière Pokotciminikew, ruisseau à l'Eau Claire (réservoir Gouin), ruisseau Verreau ;
- côté est : rivière au Vison, ruisseau Oskatcickic, rivière Wapous, lac Berlinguet ;
- côté sud : baie Marmette Sud, lac Nevers (réservoir Gouin), lac Brochu (réservoir Gouin), lac Kamoskosoweskak, baie Bouzanquet, baie Kikendatch ;
- côté ouest : lac Marmette (réservoir Gouin), lac McSweeney, lac Omina, lac Kawawiekamak, baie Eskwaskwakamak, lac Kawawiekamak.

D’une longueur de 29,1 km et d’une largeur maximale de 7,8 km, le lac Magnan comporte une partie Sud-Ouest (longueur : 8,4 km) et une partie Nord-Est (longueur : 20,7 km). Ce lac est délimité :
- du côté Ouest par un groupe d’îles enlignées du Sud au Nord, dont l'île de l'Oasis (dans la partie Sud-Ouest du lac) : d’une longueur de 20,9 km (sens Nord-Sud) et d’une largeur maximale de 3,1 km, démarquant le lac Brochu (réservoir Gouin), avec le lac Nevers (réservoir Gouin) (partie Sud de l’île) et avec le lac Magnan (partie Nord de l’île) ;
- du côté Nord-Ouest, par la passe de la Tête du Magnan ;
- du côté Est par : 
  - la baie formée par le lac Déziel (réservoir Gouin) (longueur : 8,9 km) alimenté notamment par la décharge d’un ensemble de lacs, le ruisseau Barras et le lac Toupin ;
  - la baie recevant les eaux du lac Leclerc ;
  - la presqu’île de la Belle Plage s’avançant vers l’Ouest jusqu’à un détroit ; au centre par l’île Toman ; au Sud par la baie de Sable qui constitue une passe reliée du côté Sud au lac Nevers (réservoir Gouin).

Sur la rive Ouest, une presqu'île s'avance sur 4,1 km vers l'Est jusqu'à la Pointe à Magnan. À cet endroit le lac Magnan forme un détroit d'une largeur de 0,7 km à cause d'une pointe d'une île, qui s'avance vers le Nord-Ouest. Ainsi, la Pointe à Magnan s'avère un point de repère utile à la navigation.
L’embouchure du lac Magnan est localisée au Sud du lac (du côté du lac Brochu (réservoir Gouin)), où le courant traverse l’archipel, soit à :
- 20,9 km au Sud de la passe qui sépare la baie Verreau et le lac Magnan ;
- 27,5 km à l’Est du centre du village de Obedjiwan ;
- 43,7 km au Nord-Ouest du barrage Gouin ;
- 94,5 km au Nord-Ouest du centre du village de Wemotaci (rive Nord de la rivière Saint-Maurice) ;
- 183 km au Nord-Ouest du centre-ville de La Tuque ;
- 290 km au Nord-Ouest de l’embouchure de la rivière Saint-Maurice (confluence avec le fleuve Saint-Laurent à Trois-Rivières)[2].

À partir de l’embouchure du lac Magnan, le courant coule sur 45,4 km vers le Sud-Est, jusqu’au barrage Gouin, en traversant le lac Brochu (réservoir Gouin) et la baie Kikendatch. À partir de ce barrage, le courant emprunte la rivière Saint-Maurice jusqu’à Trois-Rivières où il se déverse sur la rive Nord du fleuve Saint-Laurent.

## Toponymie
L’étendue actuelle du lac Magnan couvre les anciens lacs : « lac Asawewasenan », le « lac Assiwanan » et le « lac des Battures de Sable ».
Le toponyme "Lac Magnan " a été officialisé le 18 décembre 1986 par la Commission de toponymie du Québec.